# Sara Oust
Sara Oust, född 1778, död 1822, var en norsk predikant inom haugianismen. Hon betraktas som den främsta predikanten av sitt kön inom denna rörelse och var också den första. Hon var verksam från år 1799.